# Орден Білого Сокола
Орден Білого Сокола (нім. Hausorden vom Weißen Falken) або орден Пильності (нім. Hausorden der Wachsamkeit) — нагорода Великого герцогства Саксен-Веймар-Айзенаського.

## Історія
Орден був заснований 2 серпня 1732 року герцогом Ернстом Августом I. Нагороду отримували члени герцогської родини та люди, яких він виділяв за їхні особисті заслуги. Згодом кількість нагороджених зменшувалася, і до 1806 орден практично згас і складався з одного лицаря. 18 жовтня 1815 року герцог Карл Август відродив орден.
Спочатку орден Білого Сокола мав 3 класи, і число членів було обмежене: до 12 кавалерів великого хреста, не враховуючи членів родини герцога, до 25 командорів і до 50 лицарів. 18 лютого 1840 року лицарський хрест був поділений на 2 класи і збільшена кількість кавалерів, а також був заснований хрест Заслуг в двох класах. Пізніше командорський хрест також був поділений на 2 класи.

## Опис
Золотий мальтійський хрест, покритий зеленою емаллю. В кутках хреста зображена червона емальована зірка з білим емальованим соколом, який розправив крила. Хрест увінчаний герцогською короною. Зірка командора 1-го класу чотирипроменева зірка з круглим медальйоном, на якому зображений білий сокіл і девіз ордена VIGILANDO ASCENDIMUS (укр. Підносимося пильністю). Зірка великого хреста восьмипроменева, із зеленим мальтійським хрестом і аналогічним круглим медальйоном. Ордени, вручені за заслуги на війні, мали схрещені мечі.
Орден носився на червоній стрічці. Великий хрест носився на плечовій, командорські — на шийній стрічці, лицарські і хрести заслуг — на лівому боці грудей.

## Галерея

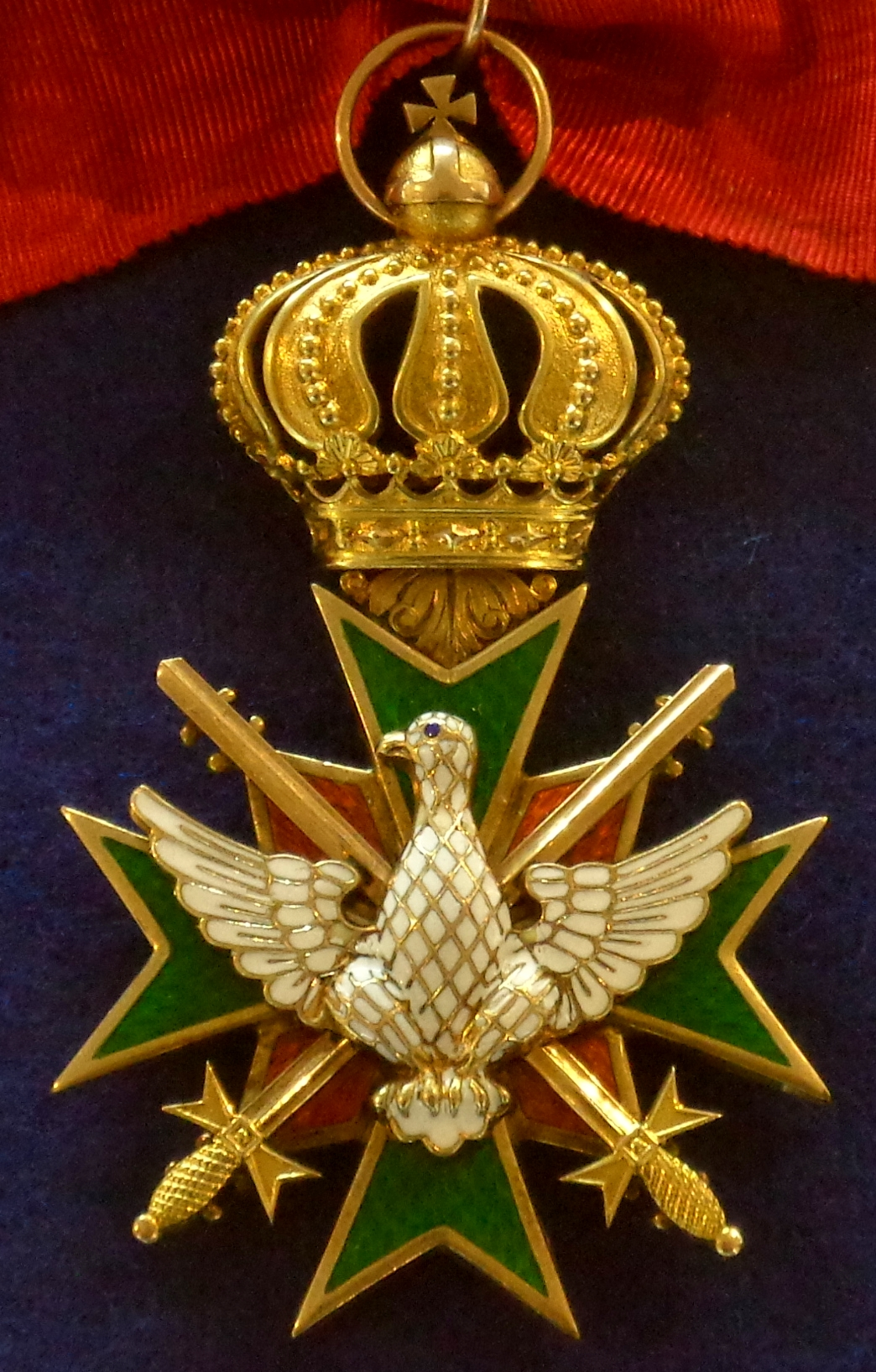
Командорський хрест 1-го класу з мечами.
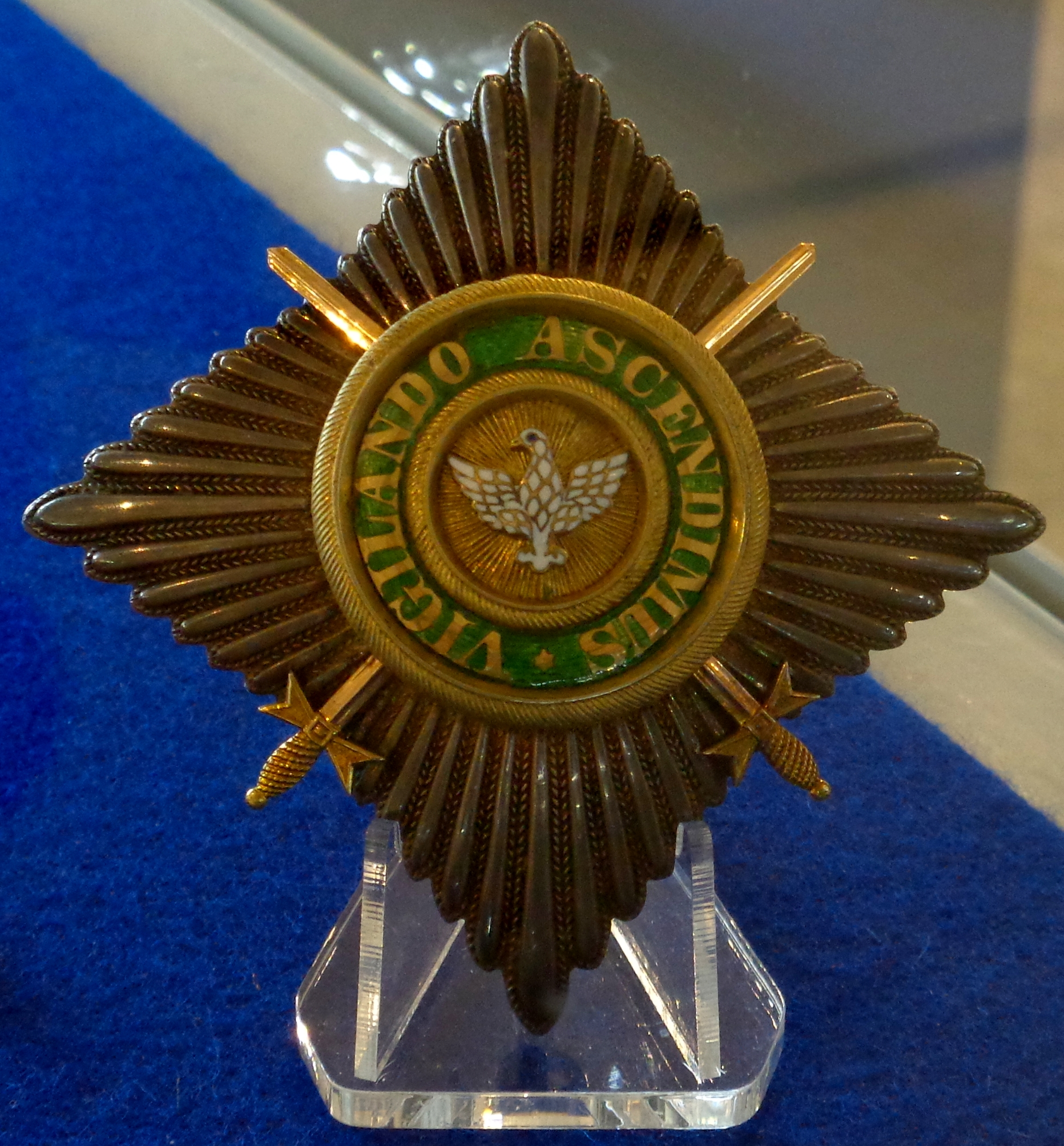
Зірка к4омандора 1-го класу з мечами.
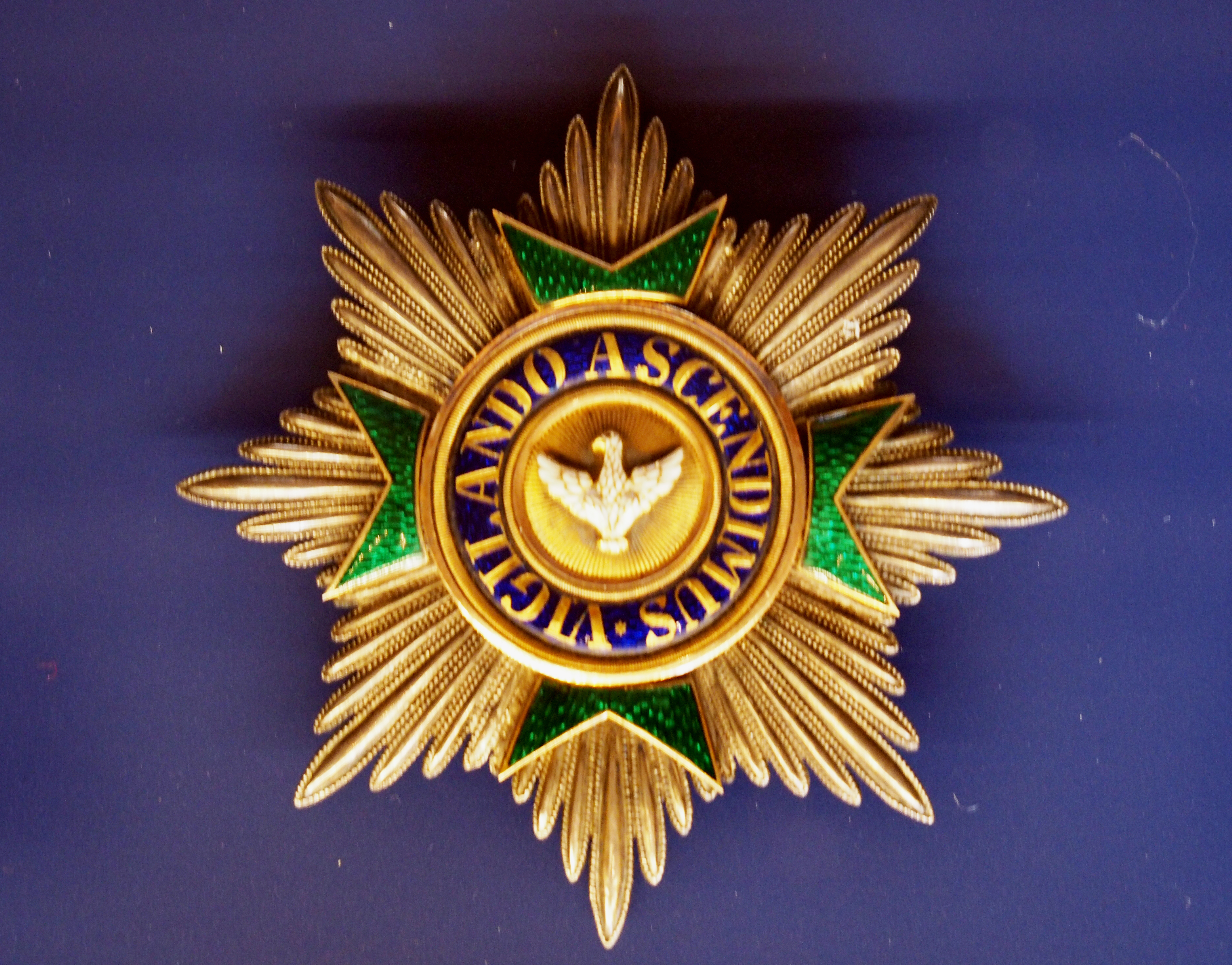
Зірка великого хреста, вручена Йоганну Вольфгангу фон Гете в 1816 році.
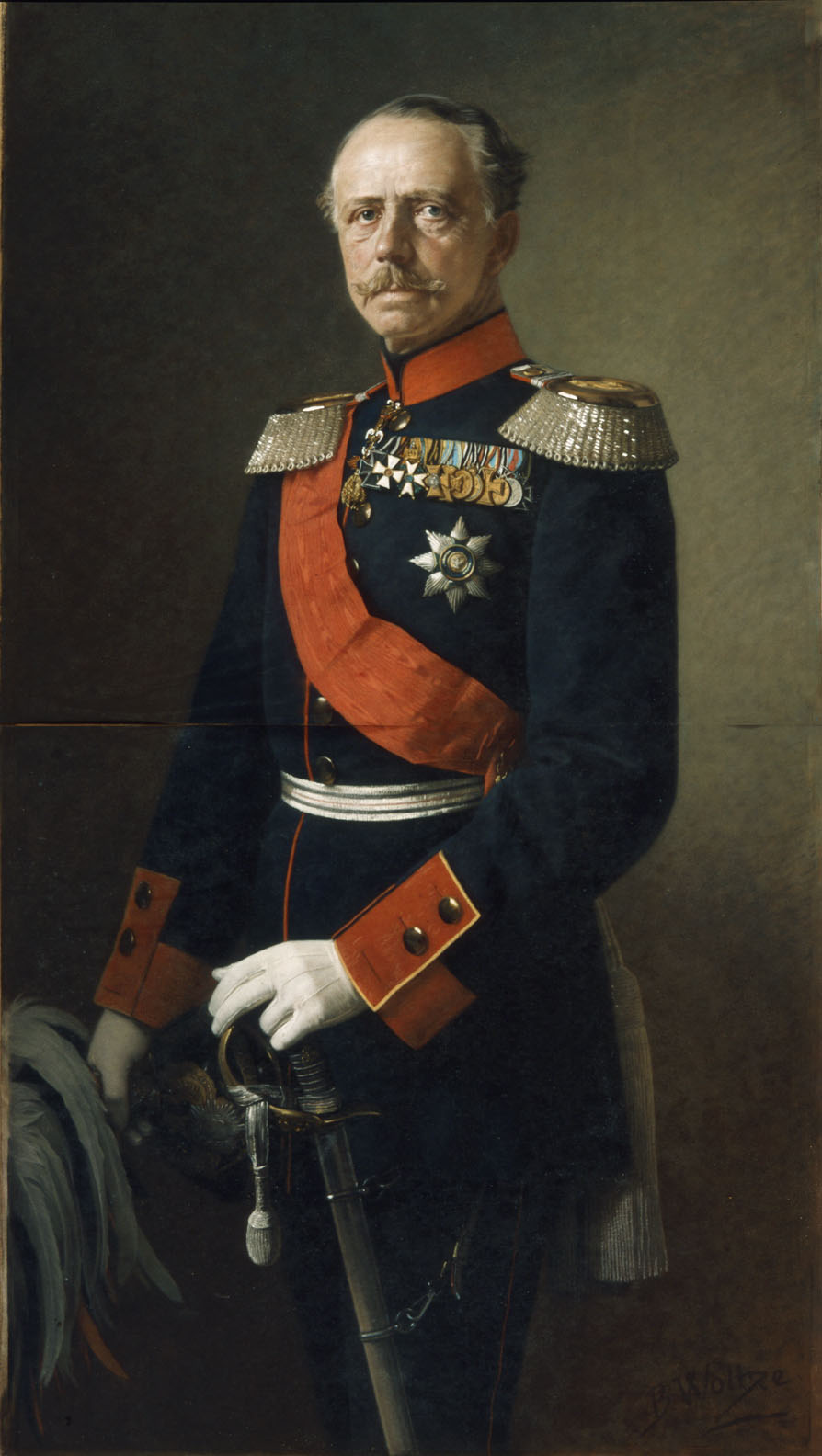
Великий герцог Карл Александер Саксен-Веймар-Айзенаський з великим хрестом і зіркою (1818).
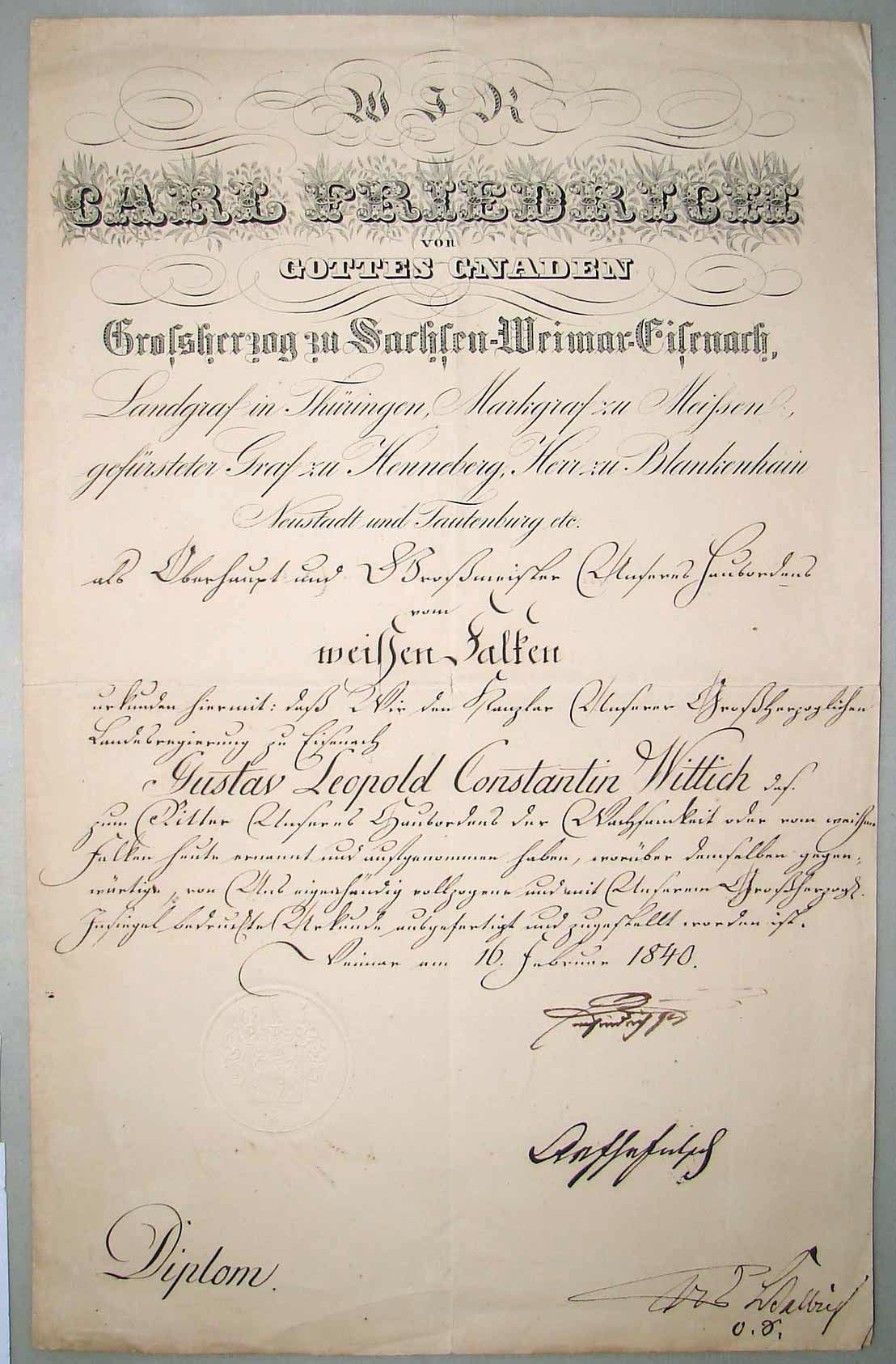
Диплом до лицарського хреста, врученого герцогському канцлеру Густаву Віттіху в 1840 році.